# Mrakodrap (Plzeň)
Mrakodrap je dominantní činžovní dům v Plzni, který byl na rohu ulic Prokopova, Americká a Anglické nábřeží postaven v roce 1924 pod dohledem místního architekta Hanuše Zápala. Fakticky jde o soubor tří domů, který je od roku 1994 chráněn jako kulturní památka.

## Historie
Původně na jeho místě stál obecní hospodářský dvůr, který městští radní chtěli v rámci růstu města nahradit reprezentativní výstavbou. Předválečný projekt moderních lázní od architekta Bedřicha Bendelmayera se zde ale nakonec neuskutečnil a definitivní vyřešení tohoto problematického prostoru tak přišlo až po vzniku republiky. Na výstavbě bytového a obchodního domu se prostřednictvím svých družstev podílely tři tehdy v Plzni nejsilnější politické strany: sociální demokraté (Lidové stavební a bytové družstvo), národní demokraté (Živnostensko-občanské družstvo) a českoslovenští socialisté (Obecně prospěšné stavební a bytové družstvo Zádruha). Proto se domu také říkalo „U Trojdohody“.
Realizace proběhla téměř současně mezi roky 1923 a 1924, první dokončilo svůj dům na Americké třídě Živnostensko-občanské družstvo, jako druhé dostavělo rohový dům na Anglickém nábřeží družstvo Zádruha a celou stavbu uzavřelo nejvyšším domem na Prokopově ulici Lidové stavební a bytové družstvo. Jednotlivé projekty připravili architekti bratři Paškovi, Dobrý, Kurel, Bubla a Pelc, ale celkovou koncepci, která pomocí určené dispozice, výšky, fasády a jednoduchého tvarosloví všechny domy sjednotila, provedl Hanuš Zápal. Postaven byl pokrokovou metodou železobetonového skeletu, vyzdívaného cihlami, a v dané době době byl díky svým osmi podlažím nejvyšší stavbou ve městě. Odtud pak vznikl jeho název „Mrakodrap“.

## Popis
Nejvýraznější dům má mírně prohnuté průčelí do Prokopovy ulice a pohledově uzavírá Americkou třídu. Jeho sedmipatrovou nárožní část člení trojboké arkýře a ukončují dvě nástavby s lodžiemi, velkými hodinami a otevřenými železobetonovými věžičkami ve tvaru koruny. V pátém patře je umístěna mohutná korunní římsa, která navazuje na oba sousedící domy a sjednocující dojem je umocněn balkony ve druhém patře po obvodu celého objektu. Rozdíl se však projevuje ve střechách, zatímco hlavní dům má částečně mansardovou a částečně plochou střechu, oba domy navazující mají střechu sedlovou. Dům u Anglického nábřeží se zaobleným nárožím má navíc v pátém patře půlkruhová okna a také dvě nástavby. Přesto všechny tři domy vyjadřují relativní jednotu, fasáda má vždy střídmý obloučkový dekor a identické lizény, původní barevně odlišené detaily byly kromě toho v 90. letech 20. století potlačeny šedou břízolitovou omítkou. Přízemí je určeno především pro obchody, v dalších patrech se nachází jedno- až čtyřpokojové byty využitelné i jako kanceláře.